# Frankie Rayder
Francesca "Frankie" Rayder, pseudonimo di Heidi Rayder (River Falls, 26 gennaio 1975), è una supermodella statunitense.

## Carriera
Nata nel Wisconsin, la Rayder si trasferisce da adolescente in Minnesota, dove viene scoperta da un agente di moda della Caryn Modeling & Talent Agency di Minneapolis. Il successo arriva nel 1992, quando il fotografo Steven Meisel la ritrae per la copertina dell'edizione italiana della rivista Glamour.
Rayder debutta sulle passerelle della settimana della moda di Parigi del 1997, sfilando per Chanel, Christian Lacroix, e Dries Van Noten. Nel 1999 diventa il nuovo volto delle campagne pubblicitarie di Givenchy. In seguito al successo ottenuto la Rayder inizierà a lavorare per importanti agenzie come la Women Model Management, Storm Model Agency e la Why Not Model Agency. Nel corso della sua carriera Frankie Rayder è apparsa sulle copertine di molte riviste di moda, come Vogue, Zoo Magazine, Grazia, Marie Claire, Elle, Harper's Bazaar, Nylon oltre che della celebre Sports Illustrated Swimsuit Issue per due volte. Ha inoltre sfilato per Carolina Herrera, Chanel, DKNY, Dolce & Gabbana, Gap, il profumo Gucci Envy, Guerlain Twinset, Lagerfeld, Pinko, Cavalli, Stella McCartney, Tommy Hilfiger, Valentino, Versace Atelier e Victoria's Secret,
Nel 2000 ha ricevuto una nomination come modella dell'anno durante il Vogue Fashion Award, premio poi andato a Carmen Kass, e nello stesso anno è stata nominata la donna più sexy del mondo dalla rivista GQ.

## Vita privata
Frankie Rayder è stata legata a Michael Balzary, meglio conosciuto come Flea del gruppo Red Hot Chili Peppers, al quale ha dato una figlia nel 2005, ed in seguito al quale si è ritirata per un breve periodo dalle passerelle. Al suo ritorno sulle scene nel febbraio 2009, Vogue Spagna le ha dedicato una copertina. Anche sua sorella minore, Missy Rayder, è una modella. Le due sorelle sono comparse insieme nella campagna pubblicitaria della Gap.

## Agenzie
- IMG Models - New York
- Why Not Model Agency
- Women Management
- Storm Model Agency